# Myriopholis rouxestevae
Myriopholis rouxestevae är en ormart som beskrevs av Trape och Mane 2004. Myriopholis rouxestevae ingår i släktet Myriopholis och familjen maskormar. Inga underarter finns listade i Catalogue of Life.
Denna orm förekommer med två små populationer i södra Senegal respektive i sydvästra Mali. Exemplar hittades i jordbruksmark. Myriopholis rouxestevae gräver i lövskiktet och i det översta jordlagret. Honor lägger ägg.
För beståndet är inga hot kända och Myriopholis rouxestevae är vanligt förekommande. IUCN listar arten som livskraftig (LC).